# Ясмин Фейзич
Ясмин Фейзич (босн. Jasmin Fejzić, нар. 15 травня 1986, Живиниці) — боснійський футболіст, воротар клубу «Аален».
Виступав, зокрема, за клуб «Гройтер», а також національну збірну Боснії і Герцеговини.

## Клубна кар'єра
Народився 15 травня 1986 року в боснійському місці Живиниці. Вихованець юнацьких команд футбольних клубів ТСВ Елтінген та «Штутгартер Кікерс».
У дорослому футболі дебютував 2004 року виступами за «Штутгартер Кікерс» у Регіоналлізі «Схід», третьому за рівнем дивізіоні Німеччини, в якому провів один сезон, взявши участь лише у 3 матчах чемпіонату.
Своєю грою привернув увагу представників тренерського штабу клубу «Гройтер», до складу якого приєднався 2005 року, проте перші два сезони виступав за другу команду у Баварській лізі, четвертому за рівнем дивізіоні країни.
Влітку 2007 року Ясмин був відданий в оренду брауншвейзькому «Айнтрахту», що виступав у третьому за рівнем дивізіоні Німеччини, де і провів наступні два сезони. Повершувшись в «Гройтер», Фейзич так і не зміг стати основним воротарем і виступав переважну за другу команду, зігравши за першу команду в Другій Бундеслізі лише 2 матчі.
До складу «Аалена» з Другої Бундесліги приєднався влітку 2012 року. Відтоді встиг відіграти за ааленський клуб 53 матчі в національному чемпіонаті.

## Виступи за збірну
2013 року Фейзич викликався до національної збірної Боснії і Герцеговини, але не поле так і не виходив. Наступного року у складі збірної був учасником чемпіонату світу 2014 року в Бразилії.